# Выборы глав субъектов Российской Федерации в 1993 году
В 1993 в России проходило значительное число выборов глав субъектов.
11 — 25 апреля в восьми краях и областях состоялись выборы глав администраций, в большинстве субъектах левоцентристские кандидаты выиграли у президентских назначенцев. В 1993 году также состоялись выборы президентов четырёх республик.

## Ингушетия
| Дата выборов | Вид выборов                 | Результаты выборов (избранное должностное лицо, повторное голосование, недействительность выборов) | Итоги голосования (в процентах)       | Примечания |
| 28 февраля   | Выборы президента Ингушетии | Руслан Аушев                                                                                       | активность — ?? Руслан Аушев — 99,9 % | Ингушетия — новый субъект Российской Федерации, образованный на западных территориях Чечено-Ингушской АССР, заселённых преимущественно ингушами. Руслан Аушев на выборах был единственным кандидатом. |

## Калмыкия
| Дата выборов | Вид выборов                | Результаты выборов (избранное должностное лицо, повторное голосование, недействительность выборов) | Итоги голосования (в процентах) | Примечания |
| 11 апреля    | Выборы президента Калмыкии | Кирсан Илюмжинов                                                                                   | активность — 80 % Кирсан Илюмжинов, президент корпорации «Сан» — 65,37 % Валерий Очиров, генерал — 29,22 % Владимир Бамбаев,президент Ассоциации фермеров Калмыкии — 1,55 % | …          |

## Красноярский край
| Дата выборов | Вид выборов                           | Результаты выборов (избранное должностное лицо, повторное голосование, недействительность выборов) | Итоги голосования (в процентах) | Примечания |
| 11 апреля    | Выборы губернатора Красноярского края | Повторное голосование Валерий Зубов — Валерий Сергиенко                                            | активность — 47,14 % Валерий Зубов, действующий губернатор-назначенец — 24,19 % Валерий Сергиенко, первый заместитель главы администрации Красноярского края — 7,73 % Пётр Романов, директор химкомбината «Енисей» — 5,14 % Вячеслав Новиков, председатель Красноярского крайсовета — 0,94 % Сергей Зырянов, предприниматель — 2,01 % В. Воронцов, президент фонда политической и социально-экономической адаптации — 1,19 % Юрий Москвич, Представитель Президента по Красноярску и Красноярскому краю — 0,89 % Валерий Поздняков, мэр Красноярска — 0,26 % | …          |

## Амурская область
| Дата выборов | Вид выборов                         | Результаты выборов (избранное должностное лицо, повторное голосование, недействительность выборов) | Итоги голосования (в процентах) | Примечания |
| 11 апреля    | Выборы губернатора Амурской области | Повторное голосование Николай Колядинский — Александр Сурат                                        | активность — 80 % Александр Сурат, директор АО «Мост» — 31,2 % Николай Колядинский, мэр Белогорска — 25,5 % Альберт Кривченко, действующий губернатор — 5,7 % Григорий Никандров, представитель президента РФ по Амурской области — 3 % … | …          |

## Брянская область
| Дата выборов | Вид выборов                         | Результаты выборов (избранное должностное лицо, повторное голосование, недействительность выборов) | Итоги голосования (в процентах) | Примечания |
| 11 апреля    | Выборы губернатора Брянской области | Повторное голосование Владимир Барабанов — Юрий Лодкин                                             | активность — 80 % Владимир Барабанов, действующий губернатор — 33,8 % Юрий Лодкин, корреспондент ИТАР-ТАСС — 29,4 % Пётр Ширшов, председатель Брянского горсовета — 9,4 % Анатолий Коновалов, первый заместитель главы области — 4,0 % Василий Польской, бывший председатель облисполкома — 3,8 % Николай Руденок, директор «Брянсквтормета» — 3,2 % Фёдор Госпорьян, народный депутат России — 2,6 % Виктор Лесков, писатель-фермер, выдвинут Крестьянской партией — 2,0 % … | …          |

## Пензенская область
| Дата выборов | Вид выборов                                   | Результаты выборов (избранное должностное лицо, повторное голосование, недействительность выборов) | Итоги голосования (в процентах) | Примечания |
| 11 апреля    | Выборы главы администрации Пензенской области | Анатолий Ковлягин                                                                                  | активность — 62 % Анатолий Ковлягин, бывший председатель облисполкома — 71 % Михаил Дурасов, народный депутат — 6,7 % Виктор Лазуткин, первый заместитель главы администрации — 3,7 % Александр Кондратьев, действующий глава администрации — 2,6 % Владимир Черных, фермер — 2,1 % Виктор Титов, заместитель главы администрации — 2,1 % Анатолий Есин, директор завода — 1,3 % Виктор Диденко, председатель областного комитета имущества — 1,0 % Владимир Христофоров, глава Первомайского района Пензы — 0,5 % |            |
| 25 апреля    | Выборы губернатора Красноярского края         | | активность — 60,99 % Валерий Зубов — 73,12 % Валерий Сергиенко — 19,0 % | …          |

## Челябинская область
| Дата выборов | Вид выборов                            | Результаты выборов (избранное должностное лицо, повторное голосование, недействительность выборов) | Итоги голосования (в процентах) | Примечания |
| 25 апреля    | Выборы губернатора Челябинской области | | активность — 47,14 % Пётр Сумин, председатель областного Совета народных депутатов — 58,4 % Владимир Григориади, мэр Миасса — 6,4 % Виктор Радионов, председатель постоянной комиссии по местному самоуправлению Челябинского городского Совета народных депутатов — 4,8 % Владимир Головлёв, председатель областного комитета по управлению госимуществом — 4,8 % Валентин Булавинов, глава администрации Ленинского района Челябинска — 3,3 % Виталий Княгиничев, заместитель директора Челябинского производственного предприятия Всероссийского общества слепых по коммерческим вопросам Павел Модерау, старший научный сотрудник института машиноведения Уральского отделения РАН Анатолий Начаров, первый заместитель председателя Челябинского областного Совета народных депутатов С. В. Кострожин, издатель газеты «Накануне» | Полномочия Сумина были признаны Конституционным судом и Верховным Советом, но не были признаны Президентом России. Полгода в области существовало двоевластие Сумина и Соловьёва. После разгона Съезда народных депутатов и Верховного Совета России в октябре 1993 года Сумин был снят с должности, не успев официально вступить в неё. |

## Республика Башкортостан
| Дата выборов | Вид выборов                               | Результаты выборов (избранное должностное лицо, повторное голосование, недействительность выборов) | Итоги голосования (в процентах)                               | Примечания |
| 12 декабря   | Выборы Президента Республики Башкортостан | Муртаза Рахимов                                                                                    | активность — ?? Муртаза Рахимов — 64 % Рафис Кадыров — 28,5 % | …          |

## Чувашская Республика
| Дата выборов | Вид выборов                                         | Результаты выборов (избранное должностное лицо, повторное голосование, недействительность выборов) | Итоги голосования (в процентах) | Примечания                                                    |
| 12 декабря   | Выборы Президента Чувашской Республики (первый тур) | | Явка избирателей — 62,8 % Николай Фёдоров, экс-министр юстиции России — 24,9 % Лев Кураков, председатель комиссии Верховного Совета республики по экономической реформе, бюджету, налогам и финансам; президент Академии наук Чувашии — 21,9 % Валерьян Викторов, председатель Совета Министров республики — 18,0 % Владимир Фёдоров, председатель Чувашского территориального управления Госкомитета по антимонопольной политике — 10,4 % Атнер Хузангай, лидер движения «Чувашское национальное возрождение» — 6,3 % Эдуард Кубарев, председатель Верховного Совета республики — 3,7 % Леонид Иванов, заведующий кафедрой ЧГУ — 0,7 % Против всех — 5,7 % Недействительные бюллетени — 8,4 % |                                                               |
| 26 декабря   | Выборы Президента Чувашской Республики (второй тур) | | Явка избирателей — 52,3 % Николай Фёдоров — 55,1 % Лев Кураков — 38,82 % Против всех — ?% Недействительные бюллетени — ?% | Вместе с Фёдоровым был избран вице-президент Энвер Аблякимов. |